# Bristol Beaufighter

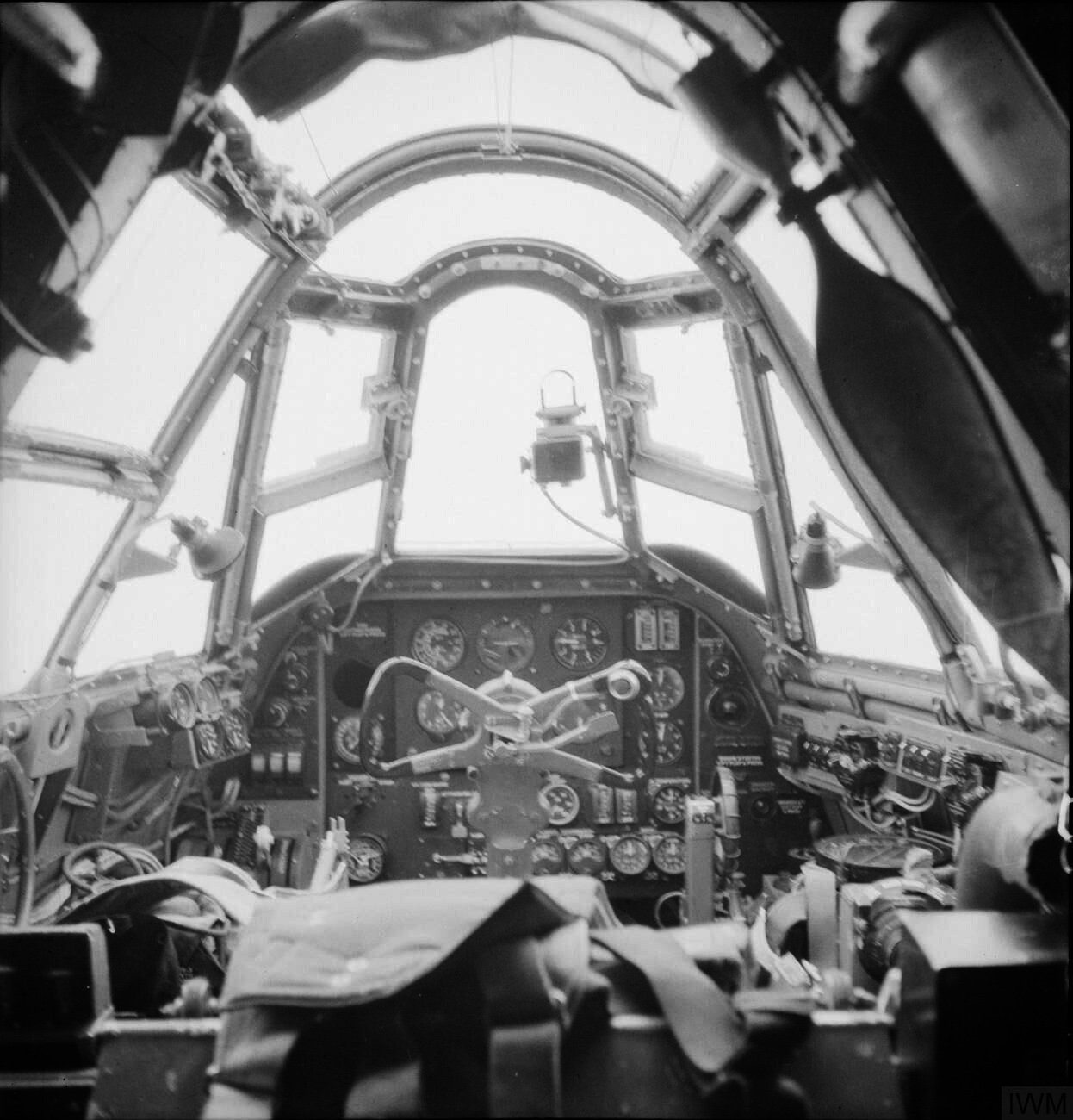
Cockpit

Die Bristol Type 156 Beaufighter war ein zweimotoriges britisches Kampfflugzeug des Zweiten Weltkrieges. Sie wurde aus dem Torpedobomber Beaufort entwickelt. Ursprünglich als Langstreckenjäger konzipiert, wurde sie auch als Nachtjäger, Torpedobomber, Anti-Schiff- und Tiefangriffsflugzeug gebaut und eingesetzt. In allen diesen Rollen galt das Muster als sehr erfolgreich. Hersteller war die Bristol Aeroplane Company.
Die Beaufighter war eines der ersten Flugzeuge mit Bordradar für die Nachtjagd. Ihre Nachtjägerrolle wurde aber von der Mosquito übernommen, nachdem diese in ausreichender Stückzahl zur Verfügung stand. Die Beaufighter konzentrierte sich auf Tiefangriffe und Schiffsbekämpfung.
Schwer bewaffnet mit Torpedos, Raketen, Maschinenkanonen und Maschinengewehren wurde das Muster sehr erfolgreich gegen gegnerische Schiffe eingesetzt. Deswegen und wegen seiner vergleichsweise leisen schiebergesteuerten Sternmotoren schrieb ihm die britische Propaganda den angeblich vom japanischen Gegner verliehenen Beinamen „Flüsternder Tod“ zu.
Der Prototyp flog erstmals am 17. Juli 1939. Die Produktion endete im September 1945 nach 5562 Exemplaren.

## Produktionszahlen
Die Beaufighter wurde in Großbritannien bei Rootes in Stoke, bei Fairy in Stockport und bei Bristol in Weston und Filton gebaut.
| Version  | Bristol/Filton | Bristol/Weston | Fairy/Stockport | Rootes/Stoke | Summe |
| -------- | -------------- | -------------- | --------------- | ------------ | ----- |
| Mk Ic    | 75             |                | 300             |              | 375   |
| Mk If    | 275            | 240            | 25              |              | 540   |
| Mk IIf   | 450            |                |                 |              | 450   |
| Mk VIc   |                | 518            | 175             |              | 693   |
| Mk VIf   | 668            | 260            |                 | 150          | 1078  |
| Mk T.F.X |                | 2143           |                 | 110          | 2253  |
| Mk XIc   |                | 163            |                 |              | 163   |
| Summe    | 1468           | 3324           | 500             | 260          | 5552  |

| Jahr              | Anzahl |
| ----------------- | ------ |
| 1940              | 111    |
| 1941              | 798    |
| 1942              | 1590   |
| 1943              | 1641   |
| 1944              | 1158   |
| bis 31. Juli 1945 | 254    |
| Summe             | 5552   |

Nach Juli 1945 gab es noch einige wenige Nachlieferungen (10 bis 20).
| Fiskaljahr            | Anzahl |
| --------------------- | ------ |
| 01.07.1943–30.06.1944 | 3      |
| 01.07.1944–30.06.1945 | 281    |
| 01.07.1945–30.06.1946 | 80     |
| Summe                 | 364    |

## Militärische Nutzung
Australien
- Royal Australian Air Force

 Dominikanische Republik
10 TF. Mk X von 1948 bis 1956
 Israel
- Israelische Luftstreitkräfte: 4 Exemplare 1948

 Kanada
- Royal Canadian Air Force

 Polen
- Polnische Luftstreitkräfte im Exil

 Portugal
- Marinha Portuguesa

 Neuseeland
- Royal New Zealand Air Force innerhalb der Royal Air Force

 Südafrikanische Union
- South African Air Force

 Türkei
- Türkische Luftwaffe

 Vereinigtes Königreich
- Royal Air Force
- Fleet Air Arm

 Vereinigte Staaten
- US Army Air Forces

## Technische Daten

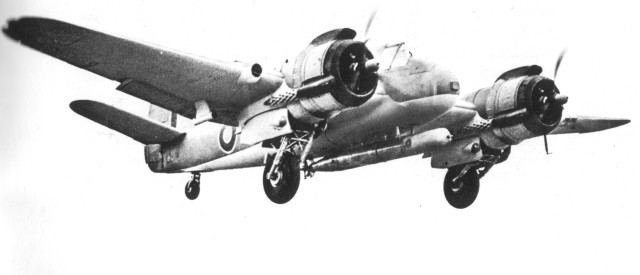
Bristol Beaufighter TF Mk X

Risszeichnungen der Bristol Beaufighter Mk.I(F), Mk.II(F), Mk.V und TF Mk.X

| Kenngröße             | Daten Bristol Beaufighter Mk. X                                                      |
| --------------------- | ------------------------------------------------------------------------------------ |
| Besatzung             | 2                                                                                    |
| Länge                 | 12,70 m                                                                              |
| Höhe                  | 4,82 m                                                                               |
| Spannweite            | 17,65 m                                                                              |
| Flügelfläche          | 46,7 m²                                                                              |
| Flügelstreckung       | 15,7                                                                                 |
| Leermasse             | 7.080 kg                                                                             |
| Startmasse            | 11.540 kg                                                                            |
| Antrieb               | zwei Doppelsternmotoren Bristol Hercules XVII mit je 1.770 PS (ca. 1.300 kW)         |
| Höchstgeschwindigkeit | 512 km/h (in 3048 m Höhe)                                                            |
| Dienstgipfelhöhe      | 5800 m                                                                               |
| Reichweite            | 2350 km                                                                              |
| Bewaffnung            | vier 20-mm-Kanonen, sechs 7,7-mm-MGs; ein Torpedo oder 250-Pfund-Bombe; acht Raketen |